# Елена Нелипчич
Елена Нелипчич (или Нелипич (хорв. Jelena Nelipčić; около 1375 — 1422) — герцогиня Сплитская, жена великого воеводы боснийского и герцога Сплитского Хрвое Вукчича Хрватинича, впоследствии боснийская королева и третья жена короля Степана Остоя. Происходит из хорватской благородной семьи Нелипчичей.

## Жизнеописание
Елена родилась в древней дворянской семье Нелипчичей, правителей цетинской жупании. Дочь князя Ивана II Нелипчича (1344—1379) и Маргареты из сплитского рода Мериини. Сестра цетинского князя Иваниша Нелипчича. Точная дата и даже год рождения неизвестны, однако источники свидетельствуют, что на момент смерти своего отца (между 1377 и 1379 годами) Елена была ещё очень мала, поскольку впервые Маргарета Мерини упоминается как жена Ивана II только 1371 года.
Известно, что Елена 1401 года стала женой Хрвое Вукчича Хрватинича. Брак с Еленой Нелипчич принес Хрватиничу как приданое город Омиш у реки Цетини. Как герцогиня Сплитская Елена играла важную роль в управлении владениями, влияла на политику тогдашней Хорватии. Из средневековых источников известно, что Елена часто одалживала деньги сплитским дворянам, а даже и своему мужу — под проценты. Немало дубровницких и сплитских документов упоминают о финансовых операциях Елены Нелипчич и многочисленных долгах местных дворян перед ней.
В 1412 году вместе с Хрвое Вукчичем Хрватиничем Елена посетила Будву, где принимала участие в организации рыцарского турнира. О хорватской супружеской паре даже вспоминал польский хронист Ян Длугош как про королевскую семью — так его поразила роскошь, с которой жили в Бувке Елена и Хрвое, которые бывали в обществе самых благородных вельмож венгерско-хорватского королевства.
В 1416 году Хрвое Вукчич Хрватинич умер, Елена осталась вдовой, но ненадолго, вскоре она вышла замуж за боснийского короля Стефана Остою, который за несколько лет до этого «отпустил» свою предыдущую жену Куяву. Со стороны Остои брак имел целью завладения остатками имений Вукчича Хрватинича, но ещё до того часть своего наследства Елена успела передать брату Иванишу, по законам королевства их мог унаследовать только старший родственник-мужчина.
Впрочем, уже 1418 году Елена снова стала вдовой и поселилась в Дубровнике, где имела собственный особняк, который она получила от первого мужа как плату за долги. Боснийскую корону захватил сын Остои от второй жены Степан Остоич. Сама же Куява не собиралась дать Елене спокойно жить, поэтому по её настоянию в 1419 году Елену посадили в тюрьму, а через три года в неволе она умерла.
Исследователь Дубравко Лавренович выдвинул гипотезу, что Елена Нелипчич могла быть матерью Балши Герцегович Косача, титулярного герцога Святого Саввы.